# Internazionali BNL d'Italia 2021
Internazionali BNL d'Italia 2021 (còn được biết đến với Rome Masters hoặc Giải quần vợt Ý Mở rộng) là một giải quần vợt chuyên nghiệp thi đấu trên mặt sân đất nện tại  Foro Italico ở Rome, Ý từ ngày 9 tháng 5 – 16 tháng 5 năm 2021. Đây là lần thứ 78 giải Internazionali BNL d'Italia được tổ chức và là một phần của ATP Tour Masters 1000 trong ATP Tour 2021 và WTA 1000 trong WTA Tour 2021.

## Điểm và tiền thưởng

### Phân phối điểm
| Sự kiện | VĐ   | CK  | BK  | TK  | Vòng 1/16 | Vòng 1/32 | Vòng 1/64 | Q  | Q2 | Q1 |
| Đơn nam | 1000 | 600 | 360 | 180 | 90        | 45        | 10        | 25 | 16 | 0  |
| Đôi nam | 1000 | 600 | 360 | 180 | 90        | 0         | —         | —  | —  | —  |
| Đơn nữ  | 900  | 585 | 350 | 190 | 105       | 60        | 1         | 30 | 20 | 1  |
| Đôi nữ  | 900  | 585 | 350 | 190 | 105       | 1         | —         | —  | —  | —  |

### Tiền thưởng
| Sự kiện  | VĐ       | CK       | BK      | TK      | Vòng 1/16 | Vòng 1/32 | Vòng 1/64 | Q2     | Q1     |
| Đơn nam  | €245,085 | €145,000 | €82,300 | €45,100 | €28,200   | €18,000   | €12,000   | €6,100 | €3,250 |
| Đơn nữ   | €178,630 | €132,258 | €70,161 | €33,468 | €16,935   | €10,726   | €8,670    | €5,080 | €2,620 |
| Đôi nam* | €50,000  | €35,000  | €24,000 | €16,250 | €11,000   | €7,500    | —         | —      | —      |
| Đôi nữ*  | €50,000  | €35,000  | €24,000 | €16,250 | €11,000   | €7,500    | —         | —      | —      |

*mỗi đội

## Nội dung đơn ATP

### Hạt giống
Dưới đây là những tay vợt được xếp loại hạt giống. Hạt giống dựa trên bảng xếp hạng ATP vào ngày 3 tháng 5 năm 2021. Xếp hạng và điểm trước vào ngày 10 tháng 5 năm 2021.
| Hạt giống | Xếp hạng | Tay vợt               | Điểm trước | Điểm bảo vệ | Điểm thắng | Điểm sau | Thực trạng                                        |
| --------- | -------- | --------------------- | ---------- | ----------- | ---------- | -------- | ------------------------------------------------- |
| 1         | 1        | Novak Djokovic        | 11,463     | 1000        | 600        | 11,063   | Á quân, thua trước Rafael Nadal [2]               |
| 2         | 3        | Rafael Nadal          | 9,630      | 1000        | 1000       | 9,630    | Vô địch, đánh bại Novak Djokovic [1]              |
| 3         | 2        | Daniil Medvedev       | 9,780      | 10          | 45         | 9,815    | Vòng 2 thua trước Aslan Karatsev                  |
| 4         | 4        | Dominic Thiem         | 8,365      | 10          | 90         | 8,445    | Vòng 3 thua trước Lorenzo Sonego                  |
| 5         | 5        | Stefanos Tsitsipas    | 7,610      | 360         | 180        | 7,430    | Tứ kết thua trước Novak Djokovic [1]              |
| 6         | 6        | Alexander Zverev      | 6,945      | 10          | 180        | 7,115    | Tứ kết thua trước Rafael Nadal [2]                |
| 7         | 7        | Andrey Rublev         | 6,000      | 90          | 180        | 6,090    | Tứ kết thua trước Lorenzo Sonego                  |
| 8         | 10       | Diego Schwartzman     | 3,765      | 345         | 45         | 3,465    | Vòng 2 thua trước Félix Auger-Aliassime           |
| 9         | 9        | Matteo Berrettini     | 4,048      | 180         | 90         | 3,958    | Vòng 3 thua trước Stefanos Tsitsipas [5]          |
| 10        | 11       | Roberto Bautista Agut | 3,170      | 0           | 45         | 3,215    | Vòng 3 thua trước Andrey Rublev [7]               |
| 11        | 12       | Pablo Carreño Busta   | 3,050      | 10          | 45         | 3,085    | Vòng 2, rút lui do chấn thương lưng               |
| 12        | 13       | David Goffin          | 2,875      | 45          | 45         | 2,875    | Vòng 2 thua trước Federico Delbonis [Q]           |
| 13        | 14       | Denis Shapovalov      | 2,855      | 360         | 180        | 2,675    | Vòng 3 thua trước Rafael Nadal [2]                |
| 14        | 15       | Gaël Monfils          | 2,703      | 10          | 10         | 2,703    | Vòng 1 thua trước Lorenzo Sonego                  |
| 15        | 19       | Hubert Hurkacz        | 2,543      | 55          | 10         | 2,498    | Vòng 1 bỏ cuộc trước Lorenzo Musetti [WC]         |
| 16        | 17       | Grigor Dimitrov       | 2,586      | 90          | 0          | 2,496    | Vòng 1 thua trước Alejandro Davidovich Fokina [Q] |

### Vận động viên khác
Đặc cách:
- Salvatore Caruso
- Gianluca Mager
- Lorenzo Musetti
- Stefano Travaglia

Vượt qua vòng loại:
- Roberto Carballés Baena
- Alejandro Davidovich Fokina
- Federico Delbonis
- Hugo Dellien
- Kamil Majchrzak
- Cameron Norrie
- Tommy Paul

Thua cuộc may mắn:
- Aljaž Bedene
- Yoshihito Nishioka

### Rút lui
Trước giải đấu
- Borna Ćorić → thay thế bởi  Miomir Kecmanović
- Roger Federer → thay thế bởi  Reilly Opelka
- John Isner → thay thế bởi  Laslo Đere
- Guido Pella → thay thế bởi  Yoshihito Nishioka
- Casper Ruud → thay thế bởi  Aljaž Bedene
- Stan Wawrinka → thay thế bởi  Lloyd Harris

Trong giải đấu
- Pablo Carreño Busta

### Bỏ cuộc
- Hubert Hurkacz

## Nội dung đôi ATP

### Hạt giống
| Quốc gia | Tay vợt              | Quốc gia | Tay vợt           | Xếp hạng1 | Hạt giống |
| -------- | -------------------- | -------- | ----------------- | --------- | --------- |
| COL      | Juan Sebastián Cabal | COL      | Robert Farah      | 5         | 1         |
| CRO      | Nikola Mektić        | CRO      | Mate Pavić        | 5         | 2         |
| CRO      | Ivan Dodig           | SVK      | Filip Polášek     | 17        | 3         |
| ESP      | Marcel Granollers    | ARG      | Horacio Zeballos  | 18        | 4         |
| USA      | Rajeev Ram           | GBR      | Joe Salisbury     | 25        | 5         |
| GBR      | Jamie Murray         | BRA      | Bruno Soares      | 30        | 6         |
| NED      | Wesley Koolhof       | NED      | Jean-Julien Rojer | 36        | 7         |
| GER      | Kevin Krawietz       | ROU      | Horia Tecău       | 38        | 8         |

- Bảng xếp hạng vào ngày 3 tháng 5 năm 2021.

### Vận động viên khác
Đặc cách: 
- Marco Cecchinato /  Stefano Travaglia
- Fabio Fognini /  Lorenzo Musetti
- Lorenzo Sonego /  Andrea Vavassori

Thay thế:
- Marcelo Arévalo /  Matwé Middelkoop
- Ariel Behar /  Gonzalo Escobar
- Liam Broady /  Andy Murray
- Petros Tsitsipas /  Stefanos Tsitsipas

### Rút lui
Trước giải đấu
- Félix Auger-Aliassime /  Hubert Hurkacz → thay thế bởi  Liam Broady /  Andy Murray
- Márton Fucsovics /  Casper Ruud → thay thế bởi  Marcelo Arévalo /  Matwé Middelkoop
- Karen Khachanov /  Andrey Rublev → thay thế bởi  Petros Tsitsipas /  Stefanos Tsitsipas
- Tim Pütz /  Alexander Zverev → thay thế bởi  Ariel Behar /  Gonzalo Escobar

## Nội dung đơn WTA

### Hạt giống
Dưới đây là những tay vợt được xếp loại hạt giống. Hạt giống dựa trên bảng xếp hạng WTA vào ngày 26 tháng 4 năm 2021. Xếp hạng và điểm trước vào ngày 10 tháng 5 năm 2021.
| Hạt giống | Xếp hạng | Tay vợt           | Điểm trước | Điểm bảo vệ | Giải đấu tốt nhất tiếp theo hoặc Rome 2020 | Điểm thắng | Điểm sau | Thực trạng                                  |
| --------- | -------- | ----------------- | ---------- | ----------- | ------------------------------------------ | ---------- | -------- | ------------------------------------------- |
| 1         | 1        | Ashleigh Barty    | 10,090     | 105         | 100                                        | 190        | 10,175   | Tứ kết, bỏ cuộc trước Coco Gauff            |
| 2         | 2        | Naomi Osaka       | 7,650      | 190         | 0                                          | 1          | 7,461    | Vòng 2, thua trước Jessica Pegula           |
| 3         | 3        | Simona Halep      | 6,520      | (900)       | 900                                        | 1          | 6,520    | Vòng 2, bỏ cuộc trước Angelique Kerber      |
| 4         | 5        | Sofia Kenin       | 5,905      | 105         | 65                                         | 1          | 5,865    | Vòng 2, thua trước Barbora Krejčíková       |
| 5         | 6        | Elina Svitolina   | 5,835      | (190)       | 190                                        | 190        | 5,835    | Tứ kết, thua trước Iga Świątek [15]         |
| 6         | 7        | Bianca Andreescu  | 5,265      | (0)         | 0                                          | 0          | 5,265    | Rút lui do dương tính với COVID-19          |
| 7         | 4        | Aryna Sabalenka   | 6,195      | (1)         | 190                                        | 105        | 6,195    | Vòng 3, thua trước Coco Gauff               |
| 8         | 8        | Serena Williams   | 4,850      | 60          | 0                                          | 1          | 4,791    | Vòng 2, thua trước Nadia Podoroska          |
| 9         | 9        | Karolína Plíšková | 4,660      | 900         | 585                                        | 585        | 4,345    | Á quân, thua trước Iga Świątek [15]         |
| 10        | 11       | Belinda Bencic    | 4,140      | (60)        | 65                                         | 1          | 4,140    | Vòng 1, thua trước Kristina Mladenovic [LL] |
| 11        | 10       | Petra Kvitová     | 4,160      | 105         | 1                                          | 60         | 4,115    | Vòng 2, thua trước Vera Zvonareva [Q]       |
| 12        | 12       | Garbiñe Muguruza  | 4,110      | (350)       | 350                                        | 105        | 4,110    | Vòng 3, thua trước Elina Svitolina [5]      |
| 13        | 13       | Jennifer Brady    | 3,830      | (0)         | 60                                         | 60         | 3,830    | Vòng 2, rút lui do chấn thương chân trái    |
| 14        | 14       | Elise Mertens     | 3,685      | (190)       | 190                                        | 1          | 3,685    | Vòng 1, thua trước Veronika Kudermetova     |
| 15        | 15       | Iga Świątek       | 3,555      | (1)         | 20                                         | 900        | 4,435    | Vô địch, đánh bại Karolína Plíšková [9]     |
| 16        | 18       | Johanna Konta     | 3,236      | 585         | 105                                        | 1          | 2,756    | Vòng 1, thua trước Jeļena Ostapenko         |
| 17        | 19       | Maria Sakkari     | 3,130      | 380         | 80                                         | 60         | 2,830    | Vòng 2, thua trước Coco Gauff               |

### Vận động viên khác
Đặc cách:
- Elisabetta Cocciaretto
- Caroline Garcia
- Camila Giorgi
- Martina Trevisan
- Venus Williams

Bảo toàn thứ hạng:
- Yaroslava Shvedova
- Zheng Saisai

Vượt qua vòng loại:
- Alizé Cornet
- Polona Hercog
- Marta Kostyuk
- Christina McHale
- Bernarda Pera
- Ajla Tomljanović
- Tamara Zidanšek
- Vera Zvonareva

Thua cuộc may mắn:
- Kristina Mladenovic
- Laura Siegemund
- Sloane Stephens
- Patricia Maria Țig

### Rút lui
Trước giải đấu
- Bianca Andreescu → thay thế bởi  Kristina Mladenovic
- Victoria Azarenka → thay thế bởi  Magda Linette
- Kiki Bertens → thay thế bởi  Anastasija Sevastova
- Ons Jabeur → thay thế bởi  Jil Teichmann
- Anett Kontaveit → thay thế bởi  Sara Sorribes Tormo
- Svetlana Kuznetsova → thay thế bởi  Shelby Rogers
- Karolína Muchová → thay thế bởi  Sloane Stephens
- Anastasia Pavlyuchenkova → thay thế bởi  Patricia Maria Țig
- Elena Rybakina → thay thế bởi  Yaroslava Shvedova
- Donna Vekić → thay thế bởi  Nadia Podoroska
- Venus Williams → thay thế bởi  Laura Siegemund
- Dayana Yastremska → thay thế bởi  Jeļena Ostapenko

Trong giải đấu
- Jennifer Brady

### Bỏ cuộc
- Ashleigh Barty
- Simona Halep
- Alison Riske

## Nội dung đôi WTA

### Hạt giống
| Quốc gia | Tay vợt            | Quốc gia | Tay vợt            | Xếp hạng1 | Hạt giống |
| -------- | ------------------ | -------- | ------------------ | --------- | --------- |
| TPE      | Hsieh Su-wei       | BEL      | Elise Mertens      | 4         | 1         |
| CZE      | Barbora Krejčíková | CZE      | Kateřina Siniaková | 15        | 2         |
| USA      | Nicole Melichar    | NED      | Demi Schuurs       | 21        | 3         |
| JPN      | Shuko Aoyama       | JPN      | Ena Shibahara      | 26        | 4         |
| CHI      | Alexa Guarachi     | USA      | Desirae Krawczyk   | 34        | 5         |
| TPE      | Chan Hao-ching     | TPE      | Latisha Chan       | 42        | 6         |
| CHN      | Xu Yifan           | CHN      | Zhang Shuai        | 47        | 7         |
| CAN      | Gabriela Dabrowski | USA      | Asia Muhammad      | 48        | 8         |

- Bảng xếp hạng vào ngày 26 tháng 4 năm 2021.

### Vận động viên khác
Đặc cách:
- Irina-Camelia Begu /  Sara Errani
- Nuria Brancaccio /  Lucia Bronzetti
- Giulia Gatto-Monticone /  Bianca Turati

Bảo toàn thứ hạng:
- Alla Kudryavtseva /  Monica Niculescu
- Makoto Ninomiya /  Yaroslava Shvedova
- Elena Vesnina /  Vera Zvonareva

Thay thế:
- Sharon Fichman /  Giuliana Olmos
- Wang Qiang /  Wang Yafan

### Rút lui
Trước giải đấu
- Tímea Babos /  Veronika Kudermetova → thay thế bởi  Coco Gauff /  Veronika Kudermetova
- Ashleigh Barty /  Jennifer Brady → thay thế bởi  Sharon Fichman /  Giuliana Olmos
- Sofia Kenin /  Alison Riske → thay thế bởi  Wang Qiang /  Wang Yafan

## Nhà vô địch

### Đơn nam
- Rafael Nadal đánh bại  Novak Djokovic, 7–5, 1–6, 6–3

### Đơn nữ
- Iga Świątek đánh bại  Karolína Plíšková, 6–0, 6–0

### Đôi nam
- Nikola Mektić /  Mate Pavić đánh bại  Rajeev Ram /  Joe Salisbury, 6–4, 7–6(7–4)

### Đôi nữ
- Sharon Fichman /  Giuliana Olmos đánh bại  Kristina Mladenovic /  Markéta Vondroušová, 4–6, 7–5, [10–5]